# Essendon (Victoria)
Pour les articles homonymes, voir Essendon.

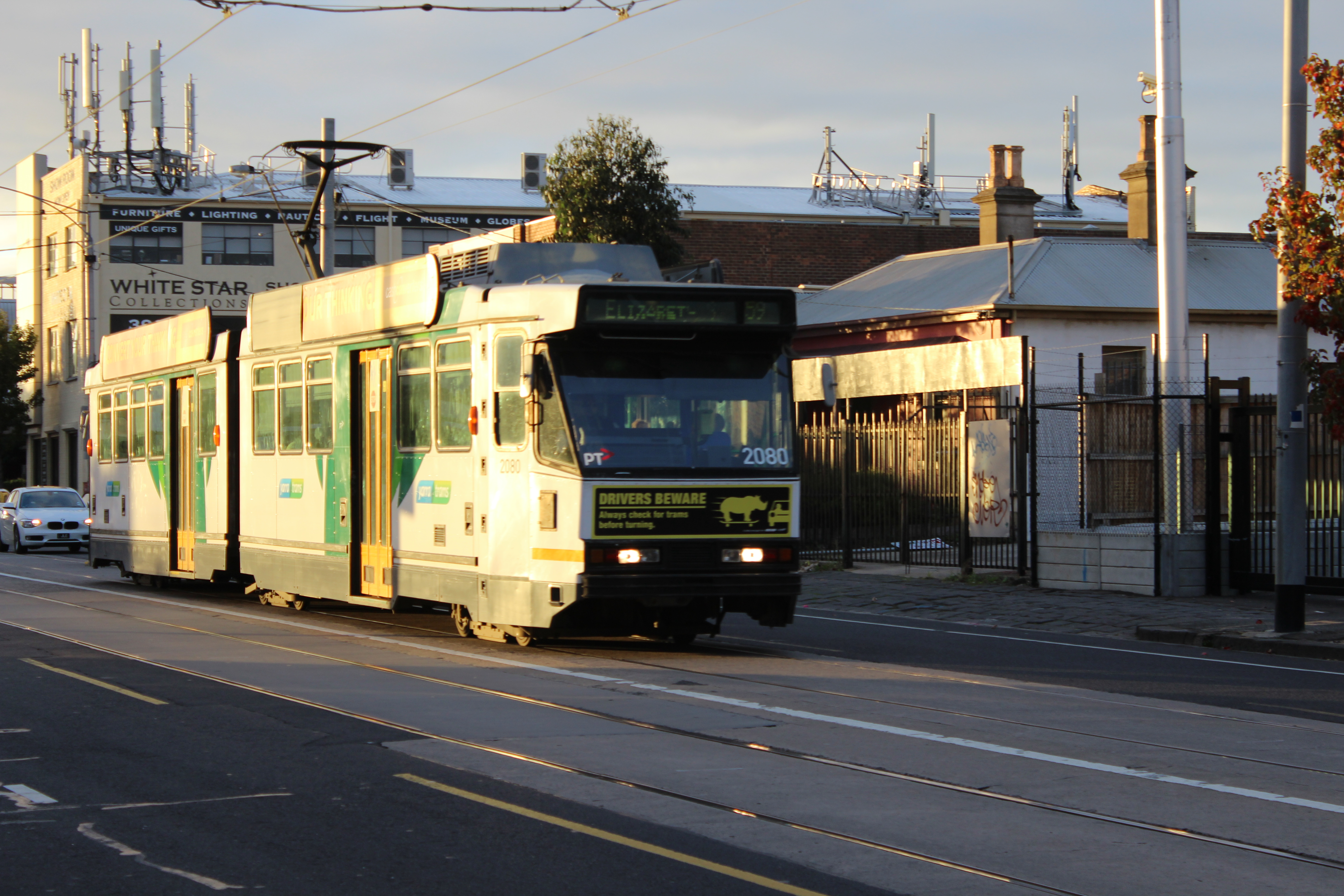
Tramway sur Mt Alexander Road.

Essendon est une banlieue de Melbourne située à 10 kilomètres au nord-ouest du quartier central des affaires. Elle fait partie de la Ville de la vallée Moonee. Au recensement de 2011, Essendon avait une population de 18 852 habitants. Sa superficie est de 6,2 km².
Essendon abrite le club de football australien l'Essendon Football Club, surnommé the Bombers (les bombardiers), un club qui a été champion d'Australie à 16 reprises.
Essendon est desservie par la ligne de tramway 59 le long de Mt Alexander et Keilor Roads. Elle compte trois gares ferroviaires : Essendon, Glenbervie et Strathmore desservie par la Craigieburn Line.